# Hafen Bonthe
Der Hafen Bonthe bzw. Hafen Nitti (englisch Port of Nitti oder auch Bonthe Port) ist ein Hafen am Bagru (Gbangbaia), unweit flussaufwärts des Sherbro-Deltas im westafrikanischen Sierra Leone. Er befindet sich wenige Kilometer südlich des Ortes Gbangbatoke im Bonthe-Distrikt.
Der Hafen dient ausschließlich der Verschiffung von Rutil und Bauxit. Ein Ausbau des Hafens fand ab 2018 statt.
Unweit des Hafens ist der Bau eines 192-Megawatt-Kraftwerks geplant (Stand 2022).